# Heart Song
『Heart Song』（ハート・ソング）は、クリス・ハートのカバー・アルバム。2013年6月5日に発売。同年9月4日、DVD付スペシャルバージョン発売。

## 収録内容
特記以外編曲：福田貴史　pochi（10）飛内将大（14）

### CD
1. ありがとう
作詞・作曲：水野良樹
  - いきものがかりが2010年に発表した楽曲。
2. LOVE LOVE LOVE
作詞：吉田美和 / 作曲：中村正人
  - DREAMS COME TRUEが1995年に発表した楽曲。
3. 家族になろうよ
作詞・作曲：福山雅治
  - 福山雅治が2011年に発表した楽曲。
4. home
作詞・作曲：多胡邦夫
  - 木山裕策が2008年に発表した楽曲。
5. たしかなこと
作詞・作曲：小田和正
  - 小田和正が2005年に発表した楽曲。
6. 僕が一番欲しかったもの
作詞・作曲：槇原敬之
  - 槇原敬之が2004年に発表した楽曲。
7. 未来へ
作詞・作曲：玉城千春
  - Kiroroが1998年に発表した楽曲。
8. 旅立つ日
作詞：秋元康 / 作曲：井上ヨシマサ
  - JULEPSが2007年に発表した楽曲。
9. 奇跡を望むなら...
作詞・作曲：E-3
  - JUJUが2006年に発表した楽曲。
10. 瞳をとじて
作詞・作曲：平井堅
  - 平井堅が2004年に発表した楽曲。
11. 楓
作詞・作曲：草野正宗
  - スピッツが1998年に発表した楽曲。
12. 涙そうそう
作詞：森山良子 / 作曲：BEGIN
  - 森山良子が1998年に発表した楽曲。
13. さくら (独唱)
作詞：森山直太朗、御徒町凧 / 作曲：森山直太朗
  - 森山直太朗が2003年に発表した楽曲。
14. まもりたい〜magic of a touch〜 （ボーナス・トラック）
作詞：田中秀典　作曲：飛内将大
  - スペシャルバージョンのみ収録。NIVEA CMソング。

### スペシャルバージョン付属DVD
| # | 曲名                   | 内容                                |
| - | ---------------------- | ----------------------------------- |
| 1 | Home                   | Music Video                         |
| 2 | たしかなこと           | Music Video                         |
| 3 | 旅立つ日               | Music Video                         |
| 4 | 未来へ                 | Live at BLUE NOTE TOKYO on 2013.4.8 |
| 5 | 旅立つ日               | Live at BLUE NOTE TOKYO on 2013.4.8 |
| 6 | 僕が一番欲しかったもの | Live at BLUE NOTE TOKYO on 2013.4.8 |
| 7 | home                   | Live at BLUE NOTE TOKYO on 2013.4.8 |